# Bahnhof Gotha
Der Bahnhof Gotha ist der wichtigste Bahnhof der thüringischen Stadt Gotha. Er ist Halt von ICs sowie zweistündlich von ICEs auf der Thüringer Bahn. Weitere anliegende Strecke ist die Bahnstrecke Gotha–Leinefelde nach Norden.

## Geschichte
Der Bahnhof Gotha wurde 1847 eingerichtet, als die Bahnstrecke vom preußischen Halle (Saale) ins kurhessische Bebra gebaut wurde. Gotha war zu diesem Zeitpunkt Landeshauptstadt von Sachsen-Gotha und zählte bereits etwa 15.000 Einwohner. Im Jahr 1870 wurde die zweite Eisenbahnstrecke durch Gotha errichtet, sie führt über Mühlhausen nach Leinefelde (dort weiter nach Göttingen). Die dritte und letzte Strecke am Gothaer Bahnhof war die Ohratalbahn, die 1876 bis nach Ohrdruf und 1892 bis zur Bahnstrecke nach Würzburg nach Gräfenroda erbaut wurde.
Im Jahr 1894 erhielt Gotha eine Straßenbahn. Der Bahnhof wurde der Knotenpunkt mehrerer Linien. 1929 wurde mit der Thüringerwaldbahn eine Überlandstraßenbahn vom Bahnhof Gotha durch die Innenstadt in die Orte Tabarz, Waltershausen und Friedrichroda errichtet.
2007 wurde der Bahnhofsvorplatz komplett umgestaltet und die Haltestelle der Thüringerwaldbahn verlegt. Am 16. Dezember 2010 erwarb ein Investor die Fläche samt Gebäude. Am 16. März 2021 kaufte die Stadt Gotha das Empfangsgebäude samt Gelände von einem privaten Investor.
Der planmäßige Personenverkehr auf der Ohratalbahn wurde am 10. Dezember 2011 eingestellt.

## Gebäude
Das Empfangsgebäude, von dem der östliche Teil erhalten ist, wurde im Jahr 1848 erbaut. Es ist heute das älteste erhaltene Bahnhofsgebäude Thüringens und gehört zu den ältesten Bahnhofsgebäuden Deutschlands.
Das Bahnhofsgebäude wurde im klassizistischen Stil mit einer bossierten Putzfassade errichtet und mehrmals erweitert. So erhielt es im Jahr 1907 einen großzügigen Eingangs-Vorbau im Stil des Historismus. In den vor 1907 angebauten Westflügel zog später die „Bahnhofswirthschaft“, die sich vorher in einem Gebäude auf dem Bahnhofsvorplatz befand. Diese Gastwirtschaft wurde von Justus Peter geführt. Zur „Bahnhofswirthschaft“ gehörte auch der „Berliner Garten“, eine Gaststätte im Freien, direkt vor der dem Gebäude.
In den 1930er Jahren wurde der Eingangsbereich modernisiert und das Bossenwerk der Fassade von 1848 entfernt.
Am 6. Februar 1945 zerstörten Bomben die Gaststätte sowie den gesamten Westflügel und einen Teil des Hauptflügels. Der östliche Teil des Hauptgebäudes von 1848 mit seinen Anbauten und der vereinfachte Eingangsbereich von 1907 blieben erhalten. Dieser Zustand blieb, bis auf wenige Reparaturen, bis heute unverändert.
Eine Studie für umfangreiche Sanierungs- und Umbauarbeiten war im April 2021 geplant.

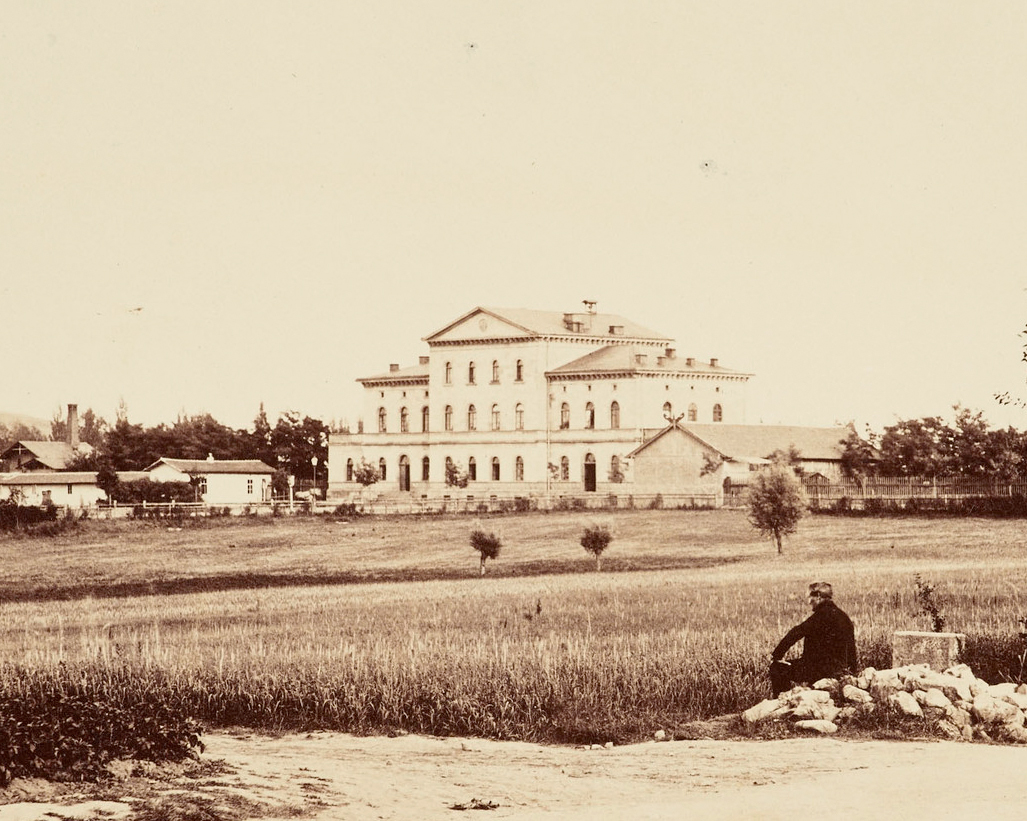
Empfangsgebäude von Nordwesten (1858)
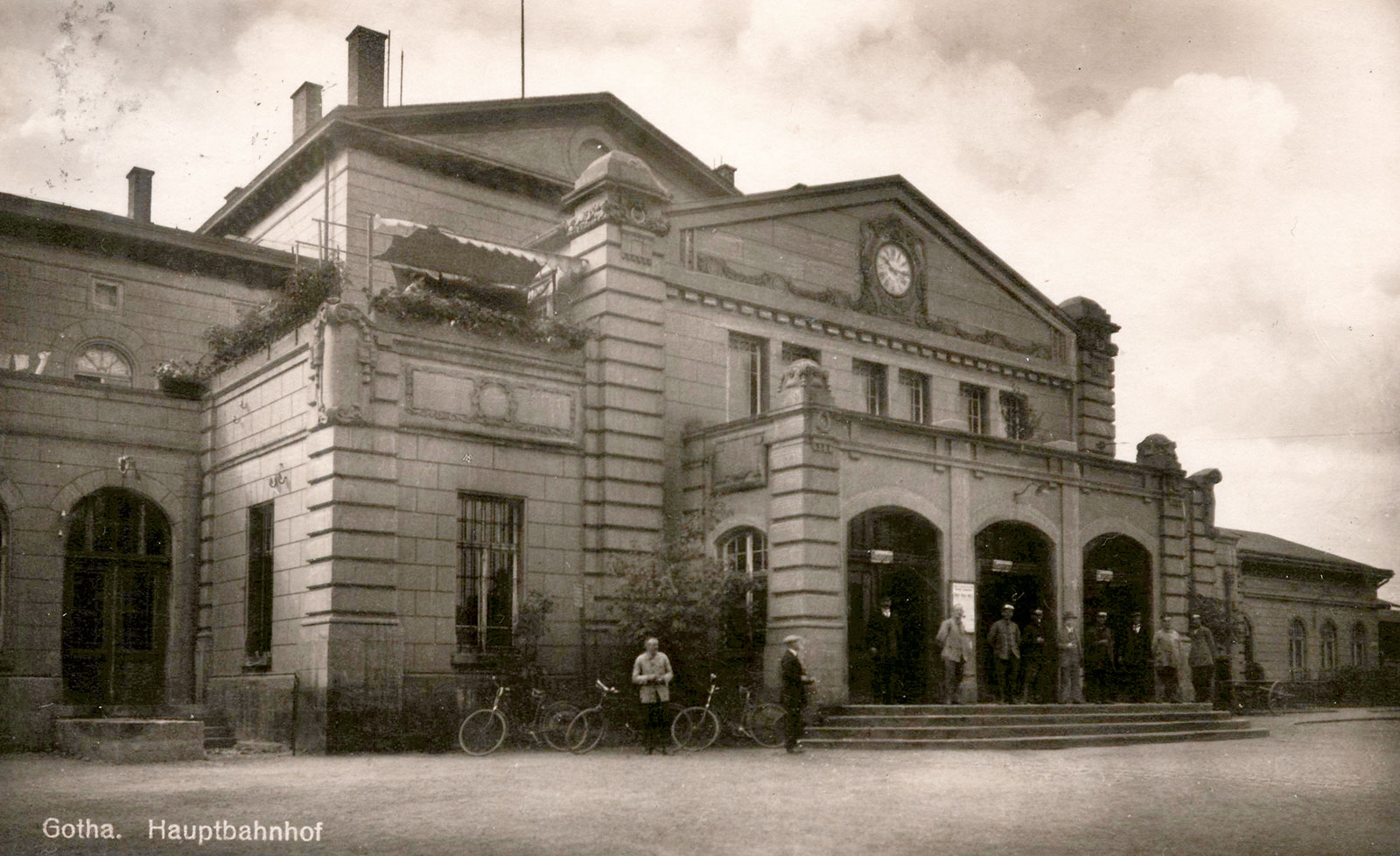
Empfangsgebäude mit dem Eingangs-Vorbau (nach 1907)
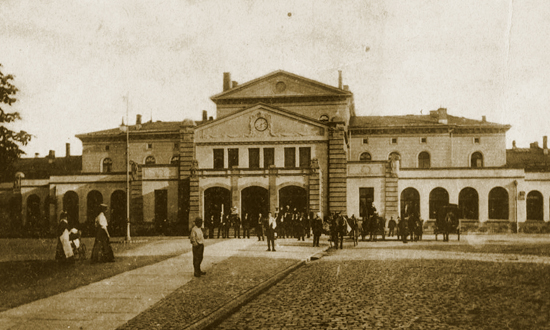
Empfangsgebäude vom Bahnhofsvorplatz (nach 1907)
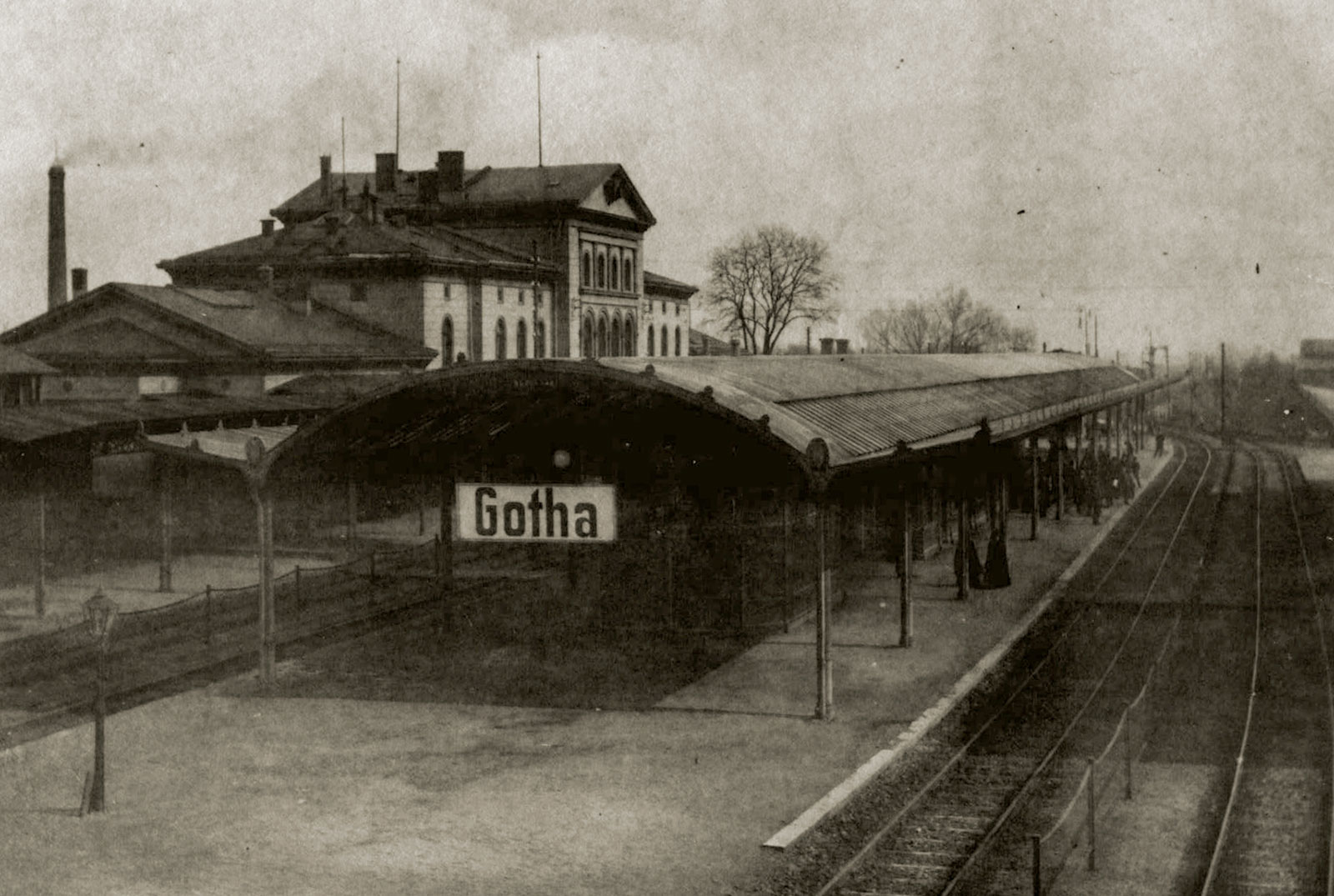
Empfangsgebäude mit den Bahnsteigen (um 1900)
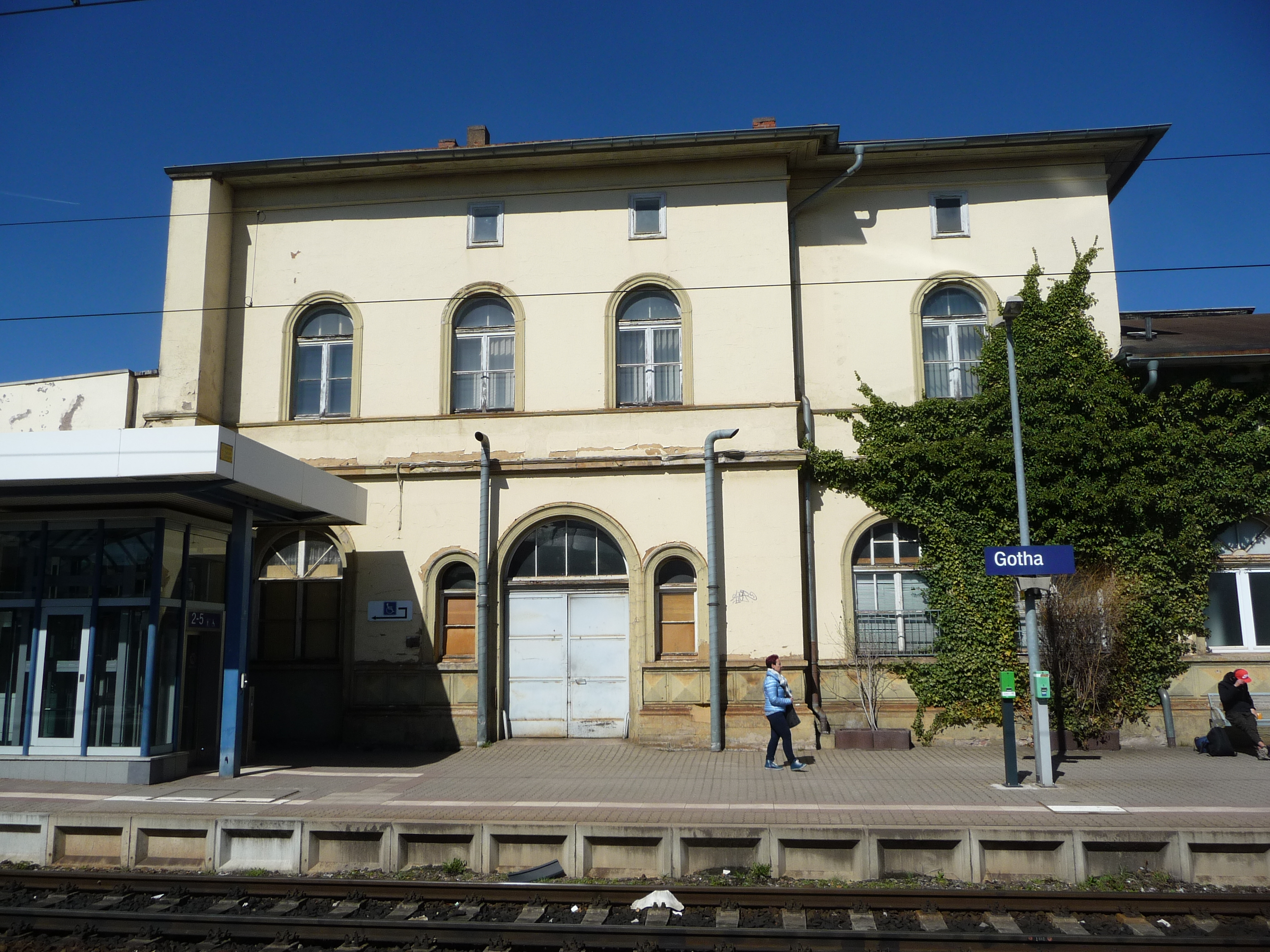
Erhaltener Teil des Empfangsgebäudes von 1848
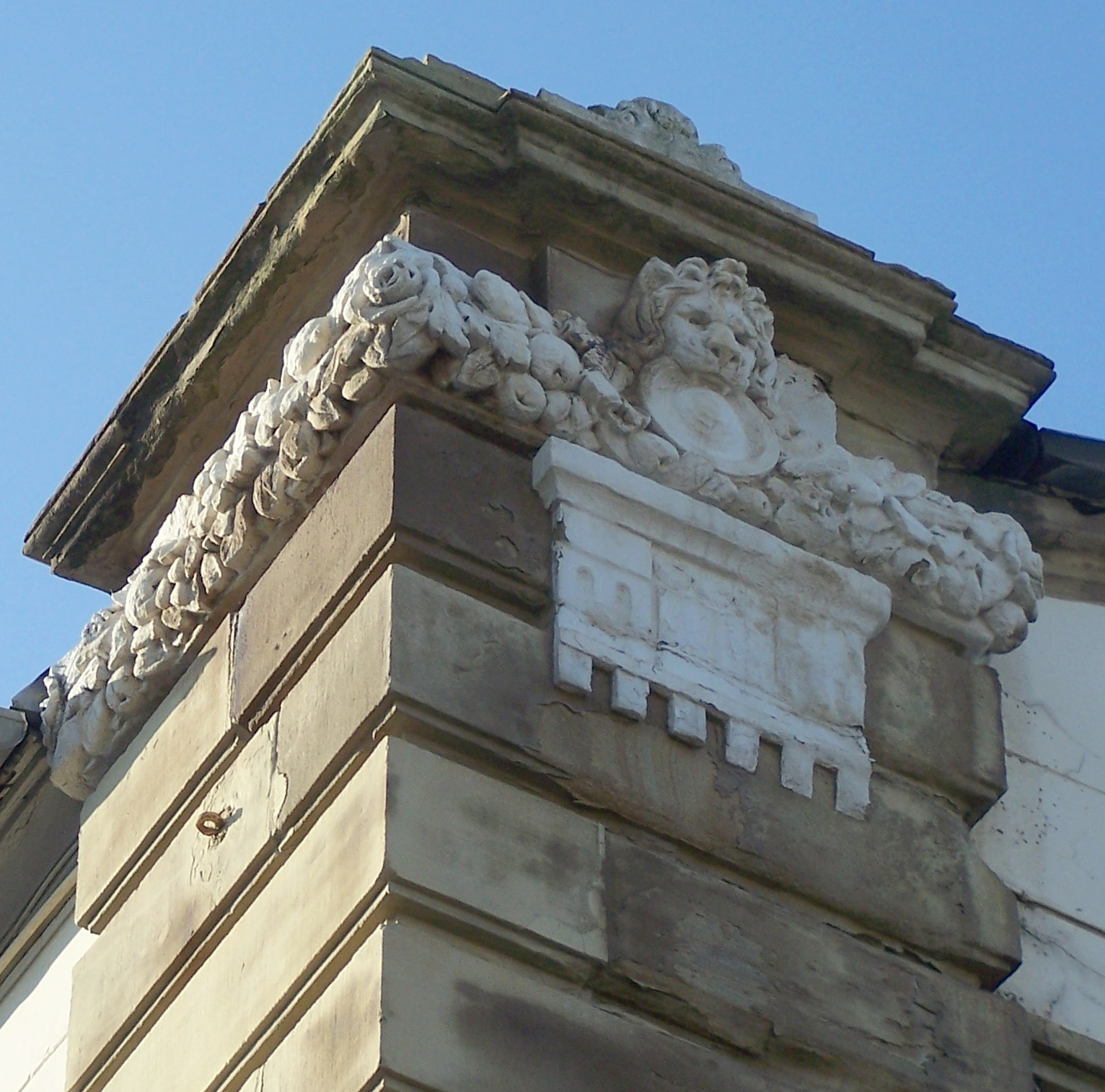
Detail der Fassade des Eingangs-Vorbaus
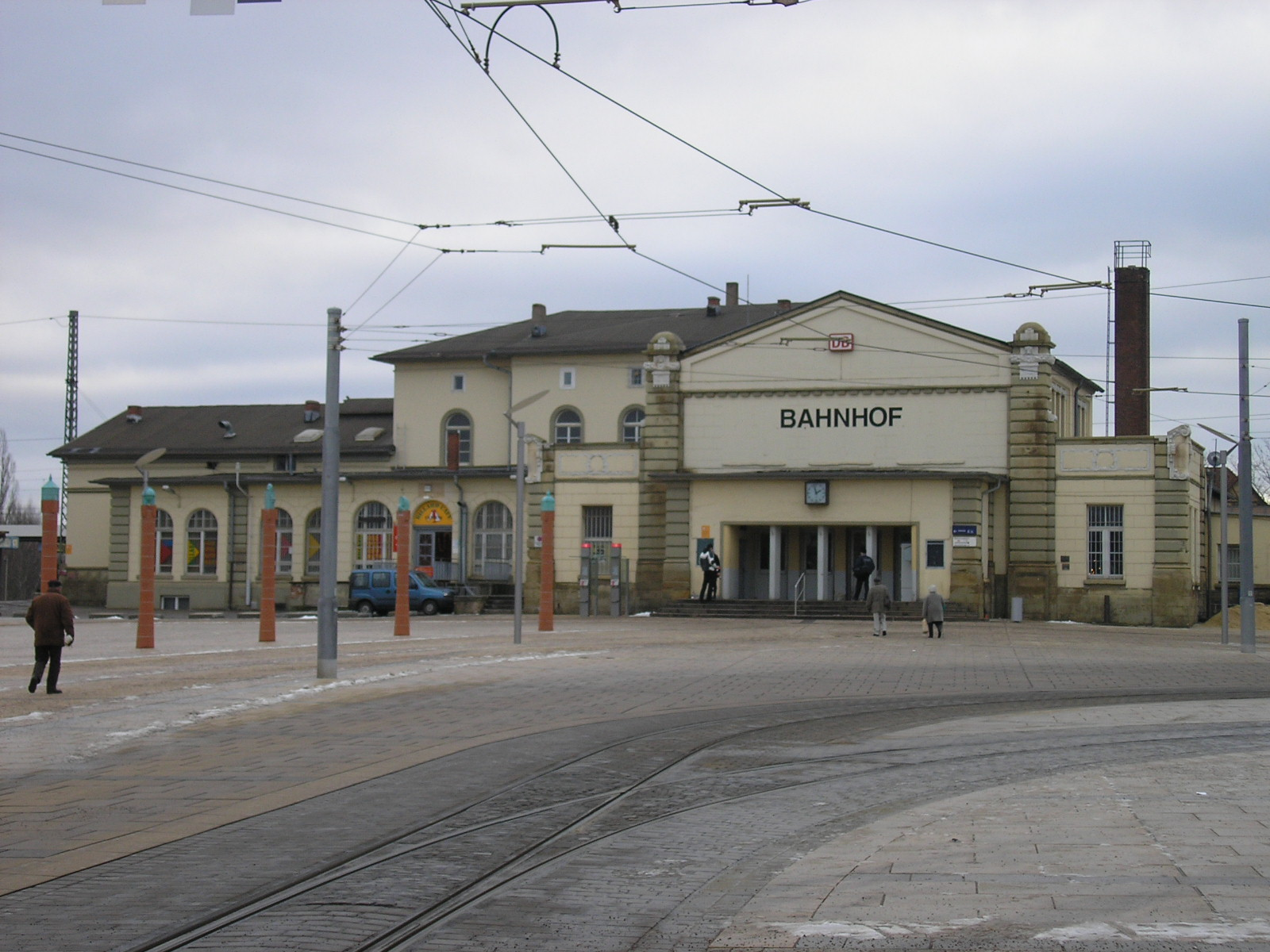
Empfangsgebäude 2007; links die fünf roten, 4,20 m hohen, vom Aachener Bildhauer Ulf Hegewald geschaffenen „Fünf Stelen für Gotha“

## Bahnsteige
Für alle Bahnsteige gibt es einen barrierefreien Zugang durch einen Aufzug, dazu sind sie über eine Treppe zu erreichen. Der Bahnsteig 1a wird von der RB 53 nach Bad Langensalza genutzt. Der Bahnsteig 1 wird für den Regionalverkehr in Form des RE 1 nach Göttingen bzw. Gera/Glauchau genutzt. Der Bahnsteig 2 wird überwiegend vom Fernverkehr in Richtung Frankfurt und vom Regionalverkehr nach Eisenach genutzt. Der Bahnsteig 3 wird vom Fernverkehr in Richtung Leipzig/Dresden und vom Regionalverkehr in Richtung Erfurt/Leipzig bedient. Die Bahnsteige 4 und 5 wurden bis zuletzt noch von der Ohratalbahn genutzt, derzeit halten am Bahnsteig 5 die IC der Mitte-Deutschland-Verbindung von und nach Gera zum Lokwechsel. Das Gleis 4 wird gelegentlich für außerplanmäßige Überholungen durch die RB20 genutzt.

Gleisplan des Bahnhofs Gotha

| Gleis | Länge in m | Höhe in cm |
| ----- | ---------- | ---------- |
| 1     | 200        | 38         |
| 1a    | 120        | 38         |
| 2     | 320        | 55         |
| 3     | 320        | 55         |
| 4     | 122        | 38         |
| 5     | 122        | 38         |

## Personenverkehr

### Fernverkehr
Der Bahnhof Gotha ist Systemhalt im deutschen Schienenpersonenfernverkehr.

### Regionalverkehr
Im Regionalverkehr von Thüringen ist Gotha ein Knotenpunkt.
Im Fahrplanjahr 2018/2019 führte wie auch 2022 die Regionalbahn-Linie 20 Eisenach–Leipzig durch Gotha, welche in beide Richtungen stündlich verkehrt und Gotha mit den Nachbarknoten Eisenach und Erfurt verbindet. Darüber hinaus wird Gotha alle zwei Stunden von der langlaufenden Regionalexpress-Linie 1 bedient, welche von Göttingen kommend Gotha an die Städte Leinefelde, Mühlhausen und Bad Langensalza anbindet. In Ostrichtung verkehrt diese Linie, die in Gotha die Fahrtrichtung wechselt, weiter über Erfurt, Weimar, Jena-Göschwitz und Gera nach Glauchau (Sachs). Darüber hinaus gibt es noch die Regionalbahnlinie 53 von Gotha nach Bad Langensalza, welche zusammen mit dem Regionalexpress 1 einen annähernden Stundentakt zwischen diesen beiden Mittelzentren bildet. Bis 2013 wurde diese Linie von der Erfurter Bahn gefahren, seit Dezember 2013 von der DB Regio Südost. Zwischen Eisenach und Erfurt verkehren Montag bis Freitag in der Hauptverkehrszeit zusätzlich einzelne Verstärkerzüge.

Übersicht Jahresfahrplan 2025:
| Linie  | Fahrtverlauf | Takt (min)    | Betreiber                      |
| ------ | --- | ------------- | ------------------------------ |
| ICE 11 | München – Stuttgart – Mannheim – Frankfurt am Main – Fulda – Eisenach – Gotha – Erfurt – Leipzig – Berlin                                  | Einzelne Züge | DB Fernverkehr AG              |
| ICE 50 | Dresden – Leipzig – Erfurt – Gotha – Eisenach – Fulda – Frankfurt (Main) Hbf – Frankfurt am Main Flughafen Fernbahnhof – Mainz – Wiesbaden | 120           | DB Fernverkehr AG              |
| IC 51  | (Düsseldorf/Köln –) Kassel – Eisenach – Gotha – Erfurt – Weimar – Jena West – Jena-Göschwitz – Gera Hbf                                    | Drei Zugpaare | DB Fernverkehr AG              |
| FLX 10 | Stuttgart – Heidelberg – Frankfurt (Main) Süd – Fulda – (Eisenach) – Gotha – Erfurt – Halle (Saale) – Berlin Hbf                           | Einzelne Züge | Flixtrain                      |
| RE 1   | Göttingen – Leinefelde – Gotha – Erfurt – Jena-Göschwitz – Gera – Gößnitz – Glauchau (Sachs)                                               | 120           | DB Regio Südost                |
| RB 20  | Eisenach Hbf – Gotha – Erfurt Hbf – Weimar – Apolda – Naumburg (Saale) Hbf – Weißenfels – Leipzig Hbf                                      | 60            | Abellio Rail Mitteldeutschland |
| RB 53  | Gotha – Gotha Ost – Bufleben – Ballstädt – Eckardtsleben – Bad Langensalza                                                                 | 120           | DB Regio Südost                |